# 蘭斯·古登
蘭斯·古登（英語：Lance Gooden，1982年12月1日—）是美国的共和黨籍政治家。自2019年開始，他擔任德克萨斯州的聯邦眾議員 。